# Combs-la-Ville
Combs-la-Ville és un municipi francès, situat al departament de Sena i Marne i a la regió de l'Illa de França. L'any 1999 tenia 21.091 habitants.
Forma part del cantó de Combs-la-Ville, del districte de Melun i de la Comunitat d'aglomeració Grand Paris Sud Seine-Essonne-Sénart.